# 興門八本山
興門八本山（こうもんはちほんざん）は、日蓮宗開祖日蓮の高弟日興及びその弟子たちによって開創された、日興門流（富士門流）の有力本山八ヶ寺に対する総称。
静岡県の旧駿河国東部（現富士宮市）に分布する富士五山と、要法寺、伊豆実成寺、千葉県保田妙本寺などの諸本山。
現在、
- 日蓮宗内の興統法縁に3本山（北山本門寺、小泉久遠寺、伊豆実成寺）
- 日蓮正宗に2本山（大石寺、下条妙蓮寺）
- 日蓮本宗に1本山（京都要法寺）
- 法華宗興門流の西山本門寺、千葉県保田妙本寺

の3宗派、および単立の2本山にわかれている。

## 教義
興門八本山において、西山本門寺、北山本門寺、小泉久遠寺、柳瀬実成寺、京都要法寺の五寺は、釈尊本仏論を主張する一方、大石寺、下条妙蓮寺、保田妙本寺の三寺は、中古天台思想の影響を大いに受けたと考えられる日蓮本仏論を展開している。